# Le Vintrou
Le Vintrou ist eine französische Gemeinde mit 91 Einwohnern (Stand: 1. Januar 2022) im Département Tarn in der Region Okzitanien (vor 2016 Midi-Pyrénées). Sie gehört zum Arrondissement Castres und zum Kanton Mazamet-2 Vallée du Thoré (bis 2015 Mazamet-Nord-Est). 

## Lage
Le Vintrou liegt an den nördlichen Ausläufern der Montagne Noire (dt. „Schwarzes Gebirge“). Die Gemeinde befindet sich etwa 23 Kilometer ostsüdöstlich von Castres. Umgeben wird Le Vintrou von den Nachbargemeinden Le Rialet im Norden, Lasfaillades im Norden und Nordosten, Saint-Amans-Valtoret im Süden und Osten sowie Pont-de-Larn im Westen und Südwesten.

## Bevölkerungsentwicklung
| 1962                      | 1968 | 1975 | 1982 | 1990 | 1999 | 2006 | 2013 |
| ------------------------- | ---- | ---- | ---- | ---- | ---- | ---- | ---- |
| 134                       | 106  | 62   | 85   | 85   | 70   | 81   | 81   |
| Quelle: Cassini und INSEE |      |      |      |      |      |      |      |

## Sehenswürdigkeiten
- Kirche Saint-Mathieu
- Stausee Les Saints-Peyres